# Lorne (rollfigur)
Lorne är en fiktiv person i den amerikanska TV-serien Angel, också känd som the Host.
Lorne är en demon med empatikrafter, vilket innebär att han kan läsa varelsers framtidsutsikter. Innan han lär känna en person kan han bara läsa av en när man sjunger. Han äger under seriens första säsonger en karaoke-bar, Caritas, i Los Angeles dit människor och andra varelser går både för att roa sig och för att få sin framtid spådd.
Lorne föddes som Krevlornswath av Deathwok klanen i en annan dimension som går under namnet Pylea. 
Karaktären porträtteras av den amerikanska skådespelaren Andy Hallet.